# 대한민국-브루나이 관계
브루나이와 대한민국은 1984년 수교했다. 브루나이는 서울특별시에 대사관을, 대한민국은 반다르스리브가완에 대사관을 두고 있다.

## 역사

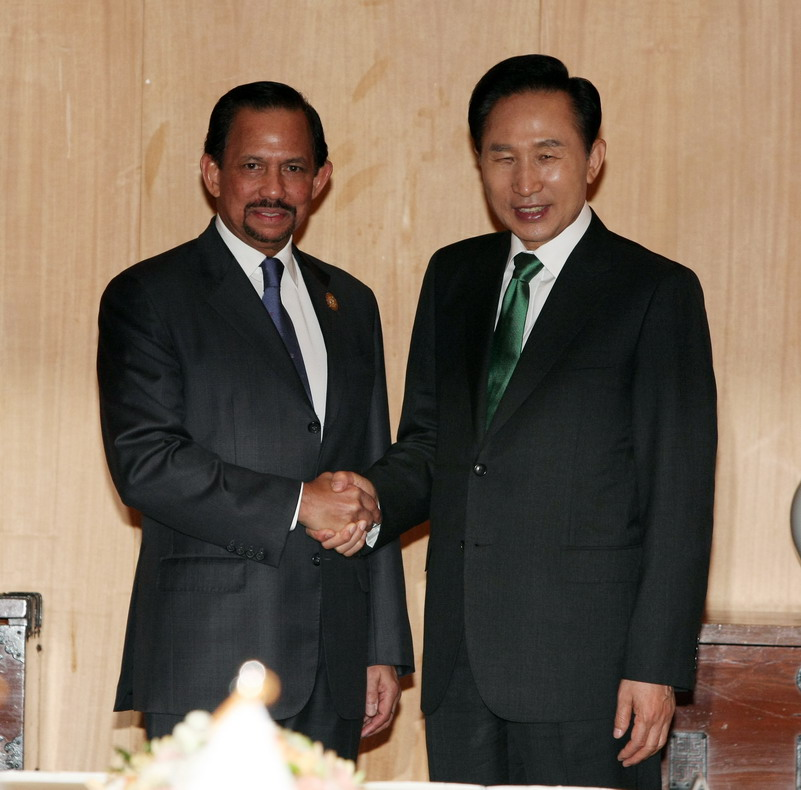
2009년 6월 1일 한-브루나이 정상회담, 이명박 대통령(오른쪽)과 하사날 볼키아 브루나이 국왕.

대한민국은 브루나이가 그해 1월 1일 영국으로부터 독립한 직후인 1984년 6월 1일 브루나이와 수교를 맺었다.
1986년 브루나이는 아시안게임을 보이콧해 관계를 긴장시킨 국가 중 하나였다. 2012년에는 브루나이 교육부 장관이 제5차 아시아 태평양 경제협력체(APEC)에 참석해 대한민국을 실무방문했다. 같은 해 대한민국 건설수자원정책부 차관이 브루나이를 방문했다.

## 경제 관계
많은 대한민국 기업들이 브루나이에서 사업을 운영하고 투자하고 있다. 농업 및 수산업에 관한 여러 양해각서(MOU)도 체결되었다. 양국은 정보기술과 관광 분야에서도 노력하고 있다. 대한민국은 또한 브루나이인들이 관광 부문에서 중소기업(SME) 제품을 홍보하도록 돕는 데 열중하고 있다. 일부 대한민국 화장품 회사는 지역 시장을 위한 할랄 화장품을 제조하기 위해 브루나이와 협력하는 데 관심이 있으며, 식품 등 다른 대한민국 기업도 브루나이 할랄 기업과 관계를 맺고 식품을 중동으로 수출함으로써 브루나이 할랄 인증을 사용하고 있다.